# Motore bialbero Alfa Romeo
Il Motore bialbero Alfa Romeo è un motore endotermico a 4 tempi con architettura a 4 cilindri in linea prodotto dal 1950 al 1998 dalla casa automobilistica italiana Alfa Romeo.
Montava un doppio albero a camme in testa da cui derivò la sua denominazione comune. La testata ed il monoblocco erano in lega di alluminio, e furono prodotte versioni di cilindrata 1,3 litri (1290 cm³ e 1357 cm³), 1,6 litri (1570 cm³), 1,7 litri (1748 cm³), 1,8 litri (1779 cm³, 1762 cm³ e 1773 cm³) e 2,0 litri (1962 cm³ e 1995 cm³).

## Storia
Il primo motore bialbero fabbricato in serie dalla casa milanese fu quello montato sulla Alfa Romeo 1900 nel 1950, mentre il primo ad utilizzare la lega di alluminio e precursore di una lunga serie di successi è stato invece quello da 1290 cm³ (codice AR1315), montato su una versione della Giulietta nel 1954.
Le caratteristiche tecniche principali erano:
- monoblocco e testata in lega di alluminio, con canne cilindri sfilabili in ghisa;
- camere di combustione emisferiche;
- albero a gomiti in acciaio forgiato;
- doppio albero a camme in testa guidato da due catene di distribuzione di tipo duplex;
- assi a camme agenti direttamente sulle valvole tramite punterie a bicchiere;
- valvole di aspirazione e di scarico inclinate di 80 gradi.

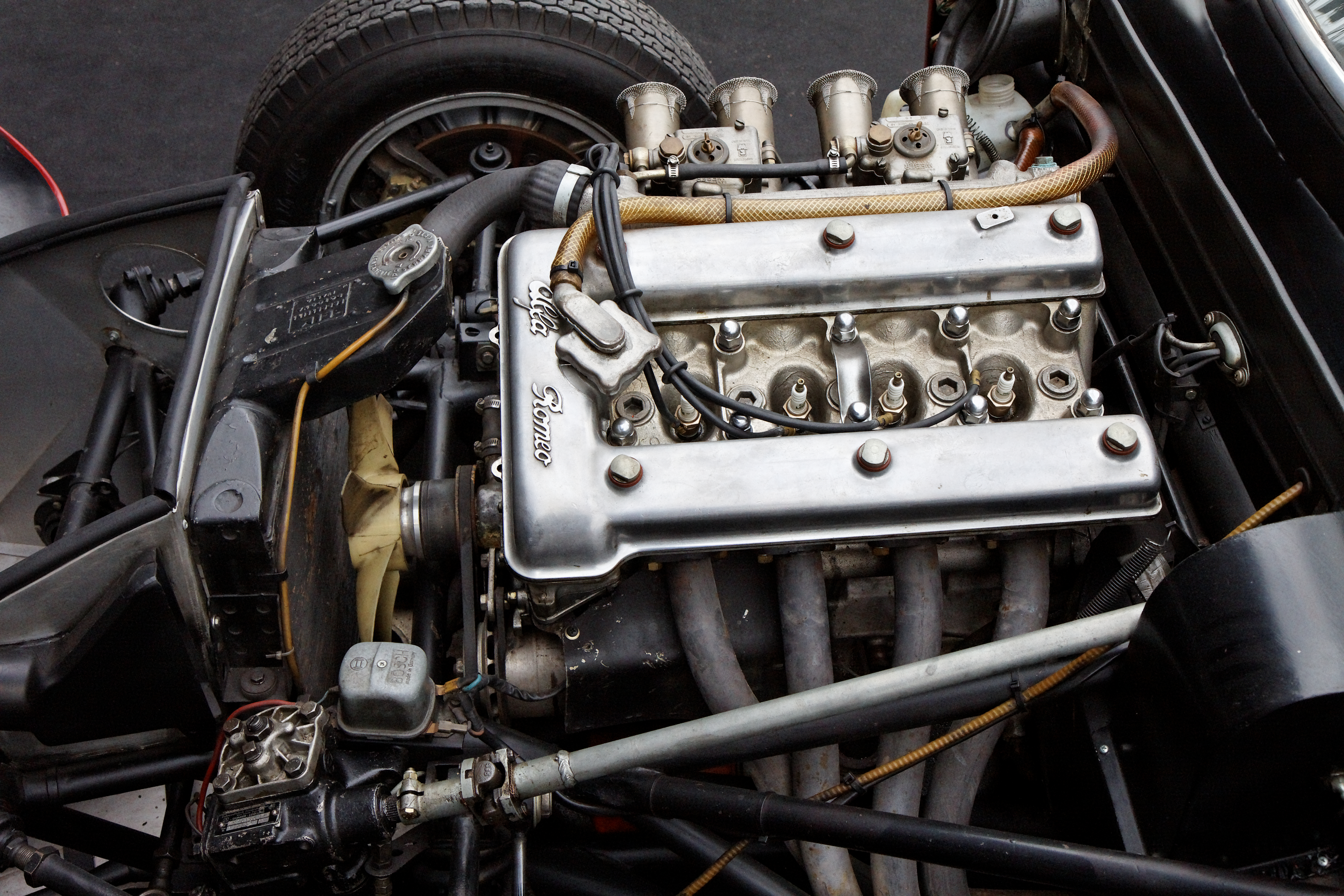
Bialbero Alfa Romeo montato su una Alfa TZ del 1965

Queste soluzioni tecniche erano all'avanguardia per la metà degli anni cinquanta.
Queste caratteristiche, a parte qualche modifica minore, furono la base di tutti i modelli di motori prodotti per i successivi quarant'anni. Il modello da 1570 cm³ (codice AR00514) debuttò in occasione del lancio della Giulia nel 1962: da questo propulsore in poi vennero adottate le valvole di scarico raffreddate al sodio, una soluzione tecnica molto innovativa per l'epoca. La versione da corsa di quest'ultima, insieme alla GTA, montava un bialbero a doppia accensione.
Il bialbero da 1779 cm³ fu commercializzato in occasione del debutto delle Alfa Romeo 1750 nel 1968. Quello da 1962 cm³ fu invece montato sulla "2000" del 1971. Anche per questi modelli, nella versione da competizione, furono montati la versione a doppia accensione o con 4 valvole per cilindro.

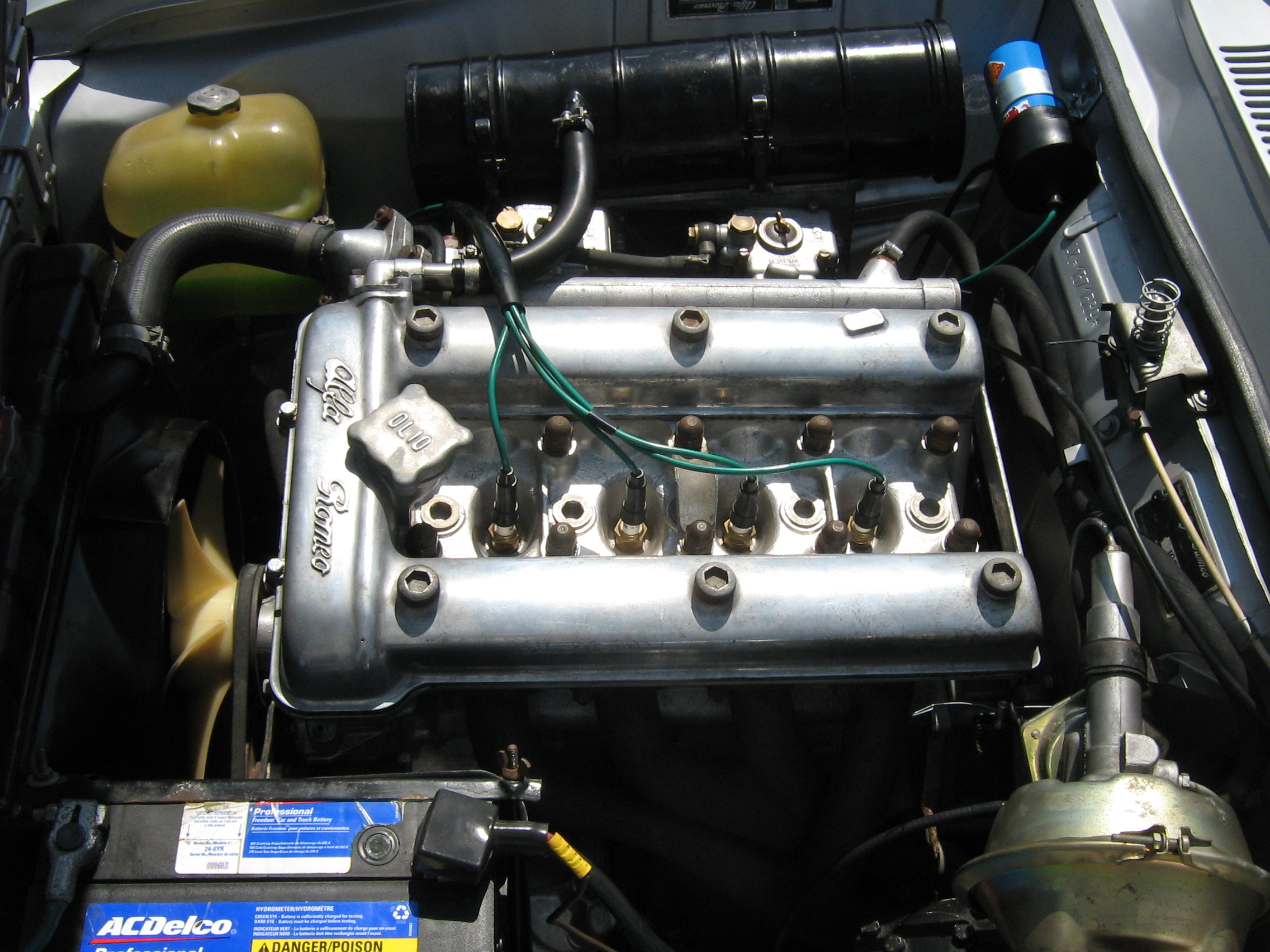
Motore Bialbero di un'Alfa Romeo 1750 GTV del 1970

Nel 1979 esordì una versione da 2,0 con 150 CV dotata di sovralimentazione mediante turbocompressore Avio e in seguito KKK, che andò a equipaggiare 500 esemplari della Alfa Romeo Alfetta GTV Turbodelta.
Nel 1984 esordì in serie limitata la "Giulietta 2.0 Turbo Autodelta", mossa da un 4 cilindri 2 litri turbo da 1962 cm³ da 175 CV e dotata di una caratterizzazione sportiva (verniciatura nera metallizzata, paraurti grigi con spoiler, interni sportivi rossi, cerchi in lega). Questa versione fu l'ultima Alfa di serie a fregiarsi del marchio Autodelta (il reparto sportivo del biscione) e ne vennero costruite in tutto soltanto 361 unità. Nonostante si fregiasse del marchio Autodelta, la Giulietta non partecipò mai a competizioni.
Nel 1986 fu prodotta una versione sovralimentata di cilindrata 1779 cm³ installata sulla 75 che erogava una potenza di 155 bhp. La versione da competizione, avente potenza di 300 bhp, partecipò nel Gruppo A del campionato riservato alle automobili da turismo modificate, e per celebrarne i discreti risultati ottenuti, alla fine dello stesso anno, venne prodotta in 500 esemplari la 75 Turbo Evoluzione, il cui 1,8 turbo aveva la cilindrata ridotta a 1762 cm³ con alesaggio ridotto a 79,6 mm, ma la stessa potenza della Turbo normale, ovvero 155 CV.
Dal 1987 venne prodotto un bialbero con testata a doppia accensione denominato Twin Spark e con l'angolo tra le valvole di aspirazione e scarico ridotto per migliorare la combustione. Il propulsore, che erogava una potenza di 148 bhp, era di tipo ad "iniezione" a fasatura variabile.
Degno di nota il fatto che, sempre dal 1987, il bialbero venne montato sulla all'epoca neonata 164 ma in posizione trasversale; lo stesso tipo di propulsore era sempre stato montato longitudinalmente su tutte le precedenti vetture (tutte a trazione posteriore). Ciò comportò una consistente riprogettazione delle parti di collegamento.
Gli ultimi bialbero, di cilindrata 1748 cm³, 1773 cm³ e 1995 cm³, sono stati montati sulle 155 fino al 1997 e sulle 164, con cilindrata 1995 cm³, fino al 1998.
Già nel 1995 però la produzione fu dimezzata poiché nello stesso anno entrò in produzione il motore Twin Spark 16 valvole di tipo "Pratola Serra", prodotto nell'omonima località dalla Fabbrica Motori Automobilistici di proprietà di Fiat, destinato a sostituire sia il bialbero Alfa Romeo tradizionale che equipaggiava le vetture Alfa Romeo, sia l'altro storico bialbero, il "Lampredi", montato fino alla fine degli anni Novanta su tutte le auto a marchio Fiat-Lancia.

## Bialbero nella Motonautica
Il Bialbero Alfa Romeo è uno dei motori più vincenti della storia della Motonautica, poiché nelle corse acquatiche ha vinto 6 campionati del mondo, 7 campionati europei, ed 11 campionati italiani, ed ha ottenuto 11 record di velocità, alcuni dei quali tuttora imbattuti.

## Bialbero in Formula 3
Il Bialbero dell'Alfa Romeo venne usato nella Formula 3 nei campionati nazionali ed internazionali, dove risultò il motore più vincente tra il 1979 ed il 1990, poiché vinse 10 campionati europei di Formula 3, 5 coppa europa dal 1985 al 1990, ed oltre venti campionati nazionali di Formula 3 disputati in Italia, Francia, Germania, Svizzera, ed è l’unico motore che ha vinto 8 volte il Gran Premio di Monaco di Formula 3 tra il 1979 ed il 1990.Tra piloti che hanno corso con motori Alfa Romeo ci sono stato Piercarlo Ghinzani che ha vinto all’esordio il Campionato di Formula 3 italiano nel 1979, Michele Alboreto campione d’Europa di Formula 3 nel 1980 e futuro pilota di Formula 1 con la Ferrari con cui è stato anche vicecampione del mondo nel 1985, Ivan Capelli campione d'Europa di Formula 3 del 1984 e futuro pilota della Ferrari di Formula 1, Jean Alesi campione di Francia di Formula 3 nel 1987, Gianni Morbidelli vincitore della Coppa Europa d Formula 3 nel 1989 che successivamente correrà in Formula 1 con la Ferrari e Jacques Villeneuve futuro campione del mondo di Formula 1 con la Williams FW19 nel 1997 che ha iniziato la carriera con i motori Alfa Romeo. Nonostante l'Alfa Romeo non partecipi ufficialmente alle competizioni nella Formula 3, il motore Bialbero Alfa Romeo tuttora è considerato il motore più vincente della storia della Formula 3, per via dei numerosi campionati internazionali e nazionali vinti.

## Applicazioni
- Alfa Romeo Giulietta (1955)
  - Alfa Romeo Giulietta Sprint
    - Alfa Romeo Giulietta Sprint Speciale

  - Alfa Romeo Giulietta Spider
    - Alfa Romeo Giulia Spider

  - Alfa Romeo Giulietta SZ
- Alfa Romeo Giulia
  - Alfa Romeo Giulia TZ
  - Alfa Romeo Giulia GT
    - Alfa Romeo Giulia GTA
    - Alfa Romeo Giulia GTC
    - Alfa Romeo Junior Zagato

  - Alfa Romeo Spider (Duetto)
  - Alfa Romeo Gran Sport Quattroruote
  - Alfa Romeo 1750 Berlina
  - Alfa Romeo 2000 Berlina
- Alfa Romeo Alfetta
  - Alfa Romeo Alfetta GT
  - Alfa Romeo Giulietta (1977)
  - Alfa Romeo 90
  - Alfa Romeo 75 (primi motori 8V Twin Spark 4 cilindri e 2 valvole per cilindro con testata modificata)
- Alfa Romeo 164
- Alfa Romeo 155